# Winkworth

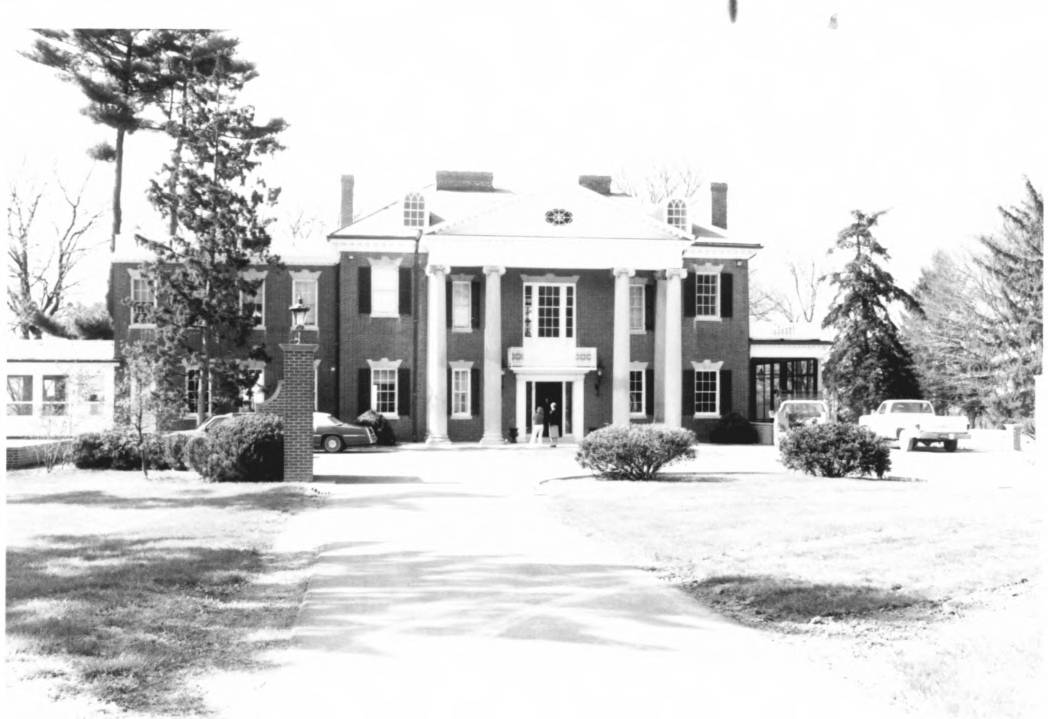
Vorderfront von „Boxville“

Winkworth oder auch Boxhill ist ein Wohnhaus in Georgianischer Architektur in Glenview, einer kleinen Stadt östlich von Louisville, Kentucky in den Vereinigten Staaten. Boxhill wurde 1910 erbaut und am 16. August 1983 als Baudenkmal dem National Register of Historic Places hinzugefügt.
Wie viele andere nahegelegenen Landsitze – beispielsweise Lincliff – spiegelt Boxhill die Periode der Geschichte von Louisville vor der Wende zum 20. Jahrhundert wider, in der  wohlhabende Louisviller Vorzeigeobjekte am Ufer des Ohio River östlich von Downtown Louisville erbauten. Von diesen Landsitzen sind 29 Bauwerke erhalten; sie bilden die größte derartige Sammlung an dem 1578 km langen Fluss und sind unter den am besten erhaltenen Ensembles mit Bauwerken aus dieser Zeit in den Vereinigten Staaten.

## Beschreibung

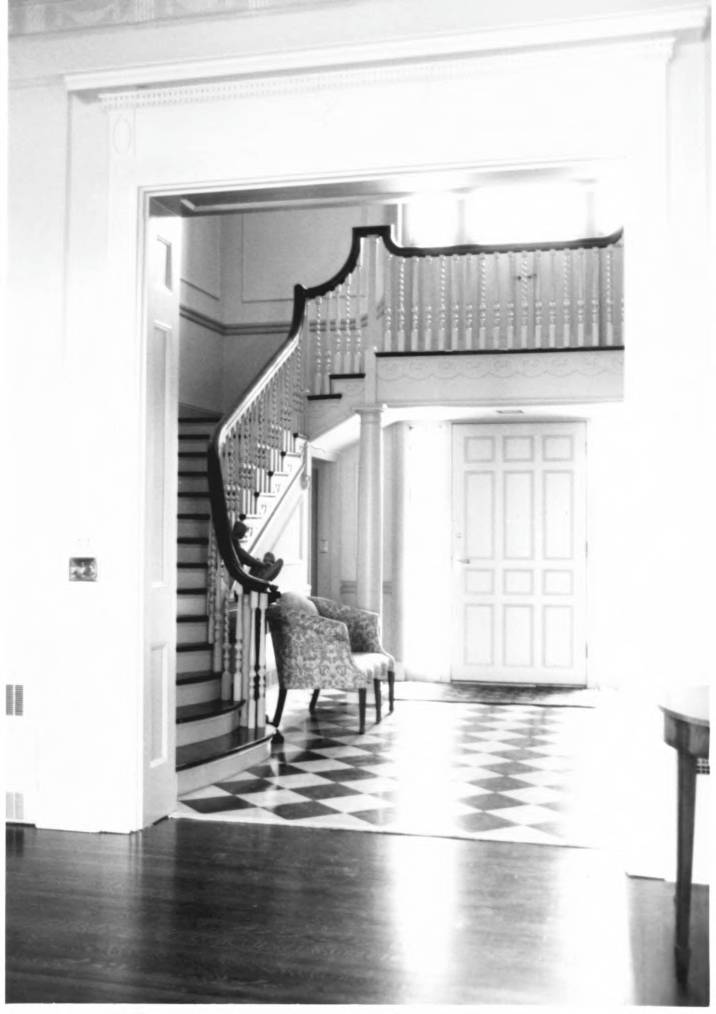
Eingang und Haupttreppenhaus

Bei Boxhill handelt es sich um ein zweistöckiges Backsteinhaus mit einem Satteldach, innenliegenden Kaminen und einer Fassade mit fünf Jochen. Der Portikus hat ein dreieckiges Giebeldreieck, eine elliptische Lünette und wird von paarweise angeordneten Säulen ionischer Ordnung getragen. Seitlich des Eingangs befinden sich kleine Fenster.
Das Haus wurde 1956 verändert. Das Projekt wurde durch den Louisviller Architekten Stratton Hammon erstellt. Hammon fügte einen gusseisernen Balkon hinzu. Dem ursprünglich nur einstöckigen Flügel an der westlichen Seite des Haupttraktes fügte Hammon einen zweiten Stock hinzu. Dabei achtete er darauf, die Materialien und Formen des ursprünglichen Baus zu übernehmen. Das Haus liegt auf einer Klippe oberhalb des Ohio Rivers. Die Auffahrt zum Haus ist eine schmale von Bäumen gesäumte Fahrbahn, die in Kurven von der River Road hinauf führt und an einer Esplanade mit zwei parallelen Fahrwegen endet.

## Geschichte

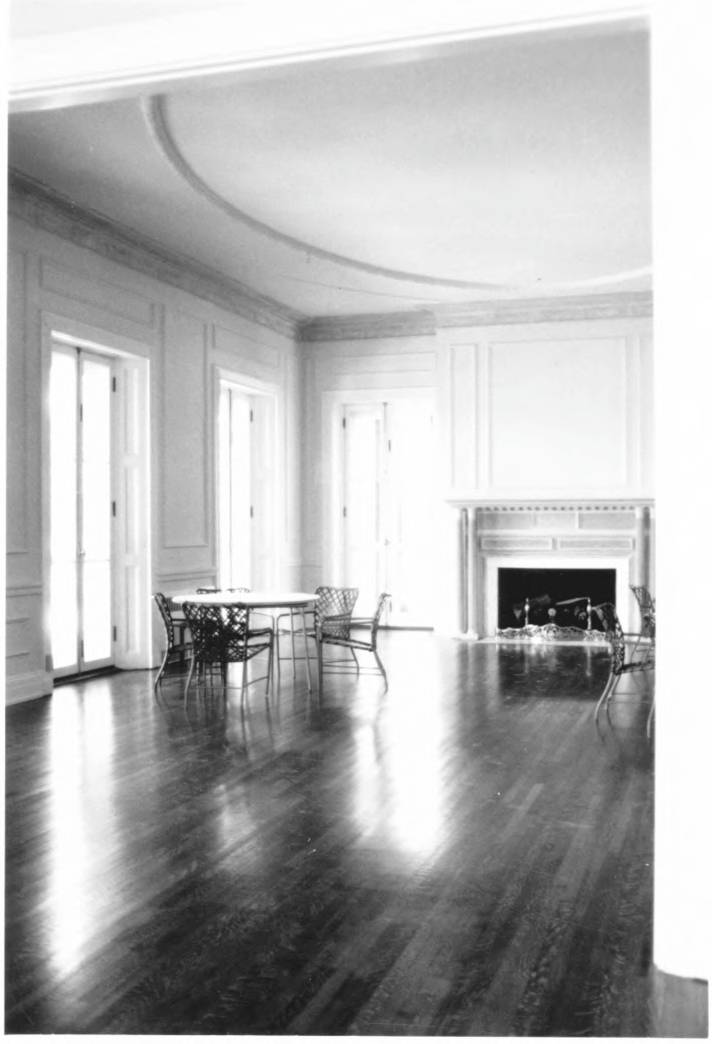
Das Esszimmer des Hauses

Der ursprüngliche Bauherr des Anwesens, das damals noch den Namen Winkworth trug, war William E. Chess. Er erwarb 1906 das 75 Acre große Grundstück. Der Bau des Hauses war 1910 abgeschlossen, 1917 schenkte er das Anwesen seiner Tochter Mary Grace Chess Robinson. Diese war die Avery Robinson, dem Vizepräsidenten einer Seilerei. Mrs. Robinson war später in den 1930er Jahren in New York City Gründerin des Unternehmens Mary Chess Perfume and Cosmetics Company. Die Robinsons lebten bis 1923 in dem Haus. Dann zogen sie erst nach London um und später nach New York City. Sie verkauften das Haus an Henning Chambers, einem Wertpapierhändler aus New York City.
In den 1950er Jahren wurde das Anwesen aufgeteilt. Spuren der einst ausgedehnten Gärten, von Terrassen und Steinmauern sind noch sichtbar. Es wird angenommen, dass die Gärten und die baumbestandene Zufahrt von Bryant Fleming gestaltet wurde, einem Landschaftsarchitekten aus Buffalo, New York. Er hatte 1911 ein Haus an der oberen River Road geplant und die Landschaftsgärtnerei anderer Objekte in der Nähe wurden ihm zugeschrieben.
Die späteren Eigentümer des Anwesens, Robert und Shirley Alexander wurden in Boxhill 1977 von ihrem Stiefsohn getötet. Es wurde Schizophrenie diagnostiziert, und der Täter wurde als verhandlungsunfähig beurteilt. Da das Anwesen Schauplatz einer Bluttat war, konnte die Bank, in deren Besitz das Anwesen gelangte, es drei Jahre lang nicht verkaufen. Die Bauunternehmerin Helen Combs kaufte es 1980 für $355.000 und renovierte es. Combs beabsichtigte, in dem Haus selbst zu wohnen, aber ihr Ehemann Bert T. Combs, der frühere Gouverneur von Kentucky, war von der Idee nicht begeistert und bezeichnete das Anwesen als „Mordhaus“. Combs verkaufte das Haus 1982.